# Кесслер, Дувид
Дувид (Дэйвид) Кесслер (идиш דוד קעסלער‎‎; 1860, Кишинёв Бессарабской губернии — 14 мая 1920, Нью-Йорк) — еврейский актёр, режиссёр, антрепренёр, один из самых известных артистов периода расцвета еврейского театра на идише в США.

## Биография

### Ранние годы
Дувид Кесслер родился в семье содержателя постоялого двора в Кишинёве в 1860 году. Подростком заинтересовался творчеством бродерзингеров (бродячих еврейских менестрелей) и под влиянием игры одного из первых серьёзных драматических актёров еврейского театра Абы Шейнгольда (на гастролях в Кишинёве в составе труппы ясского драматурга Мойше-Ицхок hаЛейви Гурвица, 1844-1910) увлёкся самодеятельным театром. Тогда же осуществил первую свою постановку по пьесе А.М. Геллера «Сводница Мехца» (Мехце ди шатхнтэ) для постояльцев отцовской гостиницы, используя для репетиций гостиничную конюшню.
В 17 лет присоединился к гастролировавшей в Кишинёве труппе Исрула Розенберга (1850-1904) — первой профессиональной еврейской театральной труппе в Российской империи. После дебюта в гольдфаденовских «Суламифи» (Шуламис) и «Бар-Кохбе» и месячной работы в театре, Кесслеру было предложено место запасного актёра в труппе, но он не решился противостоять воле отца и остался в городе. Однако спустя два года, в 1879 году Дувид присоединился таки к бродячей труппе, с которой гастролировал по городкам Херсонской и Бессарабской губерний. Некоторое время путешествовал там же с украинской труппой под сценическим псевдонимом «Д. Мишук», в июне 1883 года участвовал в гастролях труппы Мойше Финкеля в Ростове-на-Дону, дебютировав в пьесе «Менахем, сын Израиля» (Менахем бен Исруэл) одесского драматурга Ш. И. Каценеленбогена в адаптации Осипа Лернера (1847-1907). Затем, в том же 1883 году организовал собственное «Общество еврейских артистов под управлением Д. Кесслера», с которым отправился на гастроли в Николаев с дебютной пьесой «Иуда Маккавей». Дальнейшим гастролям общества не суждено было осуществиться, так как 14 сентября того же года театральные постановки «на еврейском жаргоне» в России были запрещены указом товарища (заместителя) министра внутренних дел генерал-лейтенанта Оржевского.
Как и большинство еврейских артистов, Кесслер в том же году уехал в Румынию, где был принят в бухарестскую труппу Могулеско и Финкеля. В 1886 (по другим данным 1887) году, после разведывательной поездки Зейлика Могулеско в Нью-Йорк, весь костяк труппы, состоящий из бессарабцев Могулеско, Мойше Финкеля, Зейлика Файнмана, Леона Бланка и Кесслера перебрался через Атлантику и с уже наработанным материалом воссоздал в Нью-Йорке «труппу Могулеско» — первый профессиональный еврейский театральный коллектив в стране.

### Первые годы в Нью-Йорке
Хотя основной репертуар труппы составляла музыкальная комедия и оперетта, Могулеско рано распознал сугубо драматический, натуралистичный талант Кесслера и начал подстраивать под него репертуар. Таким образом Кесслер приобрёл самостоятельную известность как первый характерный актёр американского еврейского театра и вскоре стал специализироваться на более серьёзных, не требовавших пения и пантомимы ролях. Так, например, специально для него была осуществлена постановка (одна из первых на идише) шекспировского «Отелло», в которой сценическим напарником Отелло—Кесслера стал его будущий конкурент, только что прибывший из Лондона трагик Янкев Адлер (Яго). Много лет позже Кесслер вернулся к Шекспиру уже в собственном театре постановкой «Гамлета» в переводе на идиш М. Гольдберга. 

### Собственный театр
В 1891 году Кесслер и Файнман отделились от созданного Могулеско и ориентированного на водевиль и мелодраму «Румынского Оперного театра» (Roumanian Opera House) и создали собственную труппу, разместившуюся в одном из самых больших нью-йоркских театров — Thalia Theatre в районе Боуэри (46-48 Bowery) манхэттенского нижнего Истсайда. Thalia Theatre был основан 22 октября 1826 года как Bowery Theatre и долгое время слыл самой большой театральной площадкой мира с четырьмя тысячами зрительских мест и 126-футовой сценой. Театр несколько раз горел (в 1828, 1838 и 1845 годах) и несколько раз перестраивался, так что к моменту его покупки под еврейскую труппу зрительский зал вмещал уже 3 тысячи мест и являл собой самый крупный еврейский театр города. Много лет спустя, 5 июня 1929 года, уже при  новых владельцах, в результате очередного пожара театр был окончательно разрушен.
Пока же репертуар нового еврейского театра составили как оперетты Файнмана, так и произведения современной еврейской драматургии: пьесы Якова Гордина — «Шлоймке-шарлатан», «Резня» (Ди шхитэ, 1899), «Бог, человек и дьявол» (Гот, мэнч ун тайвл, 1900), «Сафо» (1899/1900); работавшего ещё с Гольдфаденом в Яссах «профессора Гурвица» (Мойше-Ицхок hаЛейви Гурвиц, 1844-1910) — «Царь Соломон» (Шлоймэ hамэйлэх, 1897), «Кол-нидрэй» (1897), «Перикалэ» (1897); Бернарда Горина (1868-1925) «Виленский молодожён» (Дэр вилнер балэбэсл, 1898) о знаменитом виленском канторе Йойл-Довид Страшунском (Левенштейн, 1816-1850); традиционно пользующиеся успехом у публики исторические драмы Гольдфадена — «Бар-Кохба» (1897) и другие.

Свои самые значительные произведения Яков Гордин написал специально для театра Кесслера и Файнмана, в том числе пьесы «Еврейская королева Лир, или Миреле Эфрос» (Ди идише кенигн Лир, одэр Мирэлэ Эфрос, 1898; Берта Калиш в роли Миреле, Кесслер — её сына, Дайнэ Файнман — невестки Шейндл) и «Крейцерова соната» (Крайцер сонатэ, 1902) по повести Льва Николаевича Толстого, ролями в которых прославилась самая крупная трагедийная актриса еврейского театра тех лет, специально привезённая Кесслером из Румынии в 1896 году Берта Калиш (1872-1939). 
Другими успехами Кесслера-импресарио стали долгосрочные ангажементы таких примадонн как Софи Карп (1861-1906), Регина Прагер (1874-1949) и Кени Липцин (1863-1916). В театре также играли жена и приёмная дочь его напарника Файнмана Дина (Дайнэ) и Циля Файнман (дочь артиста Якова Адлера, впоследствии известная как Celia Adler, 1888-1979), Леон Бланк, в более поздние годы Зигмунд Могулеско, Мальвина Лобель и другие звёзды еврейского театра Америки.

### На Второй авеню
После закрытия Румынского оперного театра Могулеско, Кесслер вместе с Рудольфом Марксом недолгое время руководили созданным на его основе театром Централь (Central Theatre). После отъезда же четы Файнман в Лондон в 1906 году, Кесслер стал единоличным менеджером Thalia Theatre, полностью устранил оркестр и переключился на сугубо драматический материал. К этому времени четыре еврейских театра в районе Боуэри — Thalia Кесслера, Windsor, Grand Якова Адлера и People's Бориса Томашевского — ставили около 1100 спектаклей для двух миллионов посетителей в год. Известность Кесслера к тому времени была уже настолько велика, что в 1911 году вся труппа переехала в специально построенный для него на сумму в один миллион долларов Kessler's Second Avenue Theatre (Театр Кесслера на Второй авеню) с залом на 1986 зрительских мест по адресу 35-37 Second Avenue на западной стороне улицы. 
Это был первый еврейский театр на Второй авеню — ничем до того не примечательной улице нижнего Истсайда (теперь район Ист Виллидж). Через год, в 1912 году свой «Национальный театр» (National Theatre) на 2000 зрительских мест чуть поодаль открыл Борис Томашевский, а ещё несколькими годами позже вся улица приобрела известность «Бродвея еврейского театра на идише». Она и в самом деле и по размаху и по количеству представлений конкурировала с последним: к началу Первой мировой войны в Нью-Йорке насчитывалось 22 профессиональных драматических еврейских театра и две водевильные труппы на идише, большая часть в районе нижнего Истсайда и Второй авеню. Самый большой из них — Anderson Theater (на 66 Second Avenue) — вмещал 5 тысяч зрителей и был много лет спустя превращён в рок-арену, на которой начинали такие коллективы как The Who, The Yardbirds и Дженис Джоплин.

### Репертуар театра Кесслера
Как того требовал уже искушённый и образованный зритель, репертуар театра Кесслера этих лет состоял из серьёзной драматургии современных и классических авторов, в том числе драматурга первой труппы Гольдфадена в Яссах Иосефа Латайнера (1853-1935, с 1884 года в Америке) — «Еврейское сердце» (Дос идише hарц, премьера 9 октября 1908 года с музыкой З. Могулеско), «День венчания» (Йом ахупэ, октябрь 1910 года), «Ложный шаг» (Дэр фалшер шрит, 8 января 1915 года); Довида Пинского (1872-1959) — «Енкл-кузнец» (Енкл дэр шмид, 25 ноября 1909 года); Аншл Шорра (1871-1942) — «Первая любовь» (Ди эрштэ либэ, 29 сентября 1909 года на музыку З. Могулеско) и «Мэндл Бейлис» (1913); музыкальная драма Нохэм-Меер Шайкевича (Шомер, 1849-1905) — «Дочь еврейского народа» (А идиш-кинд, 1910); комедии его сына Аврома Шайкевича (Бен Шомер, 1876-1946) — «Оллрайтники» (Ди оллрайтникес, 25 февраля 1910 года) и «Стиль» (Стайл, 1913, с Кесслером и Мальвиной Лобель); Янкев Л. Шницера — «Последняя попытка» (Ди лэцтэ пробэ, 1910); Исидора Золотаревского «Товарищи» (Хавэйрим, 1910/1911) и «Сладкие сны» (Зисэ халоймэс, 1917/1918, первые пять представлений с Кесслером, потом с Я. Адлером); Залмена Либина (Исроэл-Залмэн Гурвиц, 1872-1955) — «Мужья и жёны» (Мэнэр ун фройен, 15 августа 1912 года), «Сила страсти» (Ди махт фун лайдншафт, 21 сентября 1914 года), «Слепая ревность, или верь жене своей» (Блиндэ эйферзухт, одэр глейб дайн фрой, 26 ноября 1914 года), «Его первая невеста» (Зайн эрштэ калэ, 26 февраля 1915 года); комедия Хаймана Майзеля «Муж моей жены» (Майн вайбс ман, 1911); Мориса Каца (1864-1941) — «В изгнании» (Ин голес, 15 октября 1914 года); Михаила Петровича Арцыбашева (1878-1927) —– «Ревность» (Эйферзухт, в переводе Аврума Наумова, 27 февраля 1914 года); Осипа Дымова (1878-1959, брат популяризатора науки Я.И. Перельмана) — «Трагедия моего народа» (Ди трагедие фун майн фолк, в переводе Аврума Наумова, 1915); мелодрама Гарри Калмановича (1886-1966) — «Зеркало жизни» (Дэр шпигл фун лэбм); Леона Кобрина (1872-1946) — «Янкл-Бойлэ, или деревенская молодёжь» (Янкл-Бойлэ, одэр ди дорф-югнт; 29 ноября 1916 года) и «Еврейское гетто» (Ди идише гето, в роли Аврома); Шлоймэ Штейнберга «Друг на всю жизнь» (А хавэр ын лэбм, 1 апреля 1918 года в постановке Мориса Шварца, 1890-1960); скандально-знаменитые пьесы Шолома Аша — «Мотька-вор» (Мотьке-ганэв, 1917, совместная постановка с Морисом Шварцем; роль вора Мотьки) и «Бог возмездия» (Гот фун некомэ, роль содержателя борделя Янкла Шапшовича).
Кесслер был постановщиком спектаклей, а иногда и актёром, и в других еврейских театрах города: «Анна-белошвейка» (Ханэлэ ди финишерн) Зигмунда Файнмана в «Румынском оперном театре» Могулеско (1899);  «Сила правды» (Ди эмэсэ крафт) Якова Гордина в Гранд-Театре Я. Адлера (ноябрь 1904 года с Кесслером, Я. Адлером, Бертой Калиш и Сарой Адлер); «Бог любви» (Гот фун либэ) Шлоймэ Штейнберга в Lennox Theatre (18 октября 1918 года) и его же «Друг на всю жизнь» (А хавэр ын лэбм) в Народном театре (People's Theatre Томашевского; 20 декабря 1918 года); «Два кантора» (Цвэй хазоным, Кесслер и Томашевский, 1858-1939) Гарри Калмановича в Национальном театре (National Theatre Томашевского; 29 августа 1919 года).

### Творческое наследие
14 мая 1920 года Кесслер пожаловался на недомогание, но вечером тем не менее вышел на подмостки в спектакле по пьесе Л.Н. Толстого. В середине спектакля он потерял сознание и спустя несколько часов скончался после неудачного хирургического вмешательства неподалёку от театра в больнице Beth Israel на всё том же нижнем Истсайде Манхэттена.
Имя Дувида Кесслера тесно связано с периодом расцвета американского еврейского театра на идише, не только как одного из самых значительных его режиссёров, актёров и антрепренёров, но и как первооткрывателя будущих звёзд театральной жизни Нью-Йорка, таких как Берта Калиш, Морис Шварц,  Михл Михалеско (Вайсблат, 1885-1957) и Мешилэм-Меер (Муни) Вайзенфрайнд — известный также под именем Пол Муни. Театр Кесслера на Второй Авеню (Kesslers's Second Avenue Theatre) продолжал функционировать и после смерти его основателя; здесь в 1920-х годах начинала знаменитая Малли Пикон, отсюда в апреле 1926 году хоронили главного театрального соперника Кесслера великого еврейского трагика Якова Адлера, здесь прошли первые шаги на сцене Уолтера Маттау. В конце 1930-х годов театр был переименован в честь его многолетней примадонны Малли Пикон (Molly Picon, 1898-1992), а в 1959 году — разрушен.